# كيم إيون-غونج (لاعبة كرلنغ)
كيم إيون-غونج (هانغل: 김은정) هي لاعبة كرلنغ كورية جنوبية، ولدت في 29 نوفمبر 1990 في محافظة ويسونغ في كوريا الجنوبية.

## وصلات خارجية
- كيم إيون-غونج على موقع الاتحاد الدولي للكرلنغ (الإنجليزية)
- كيم إيون-غونج على موقع اللجنة الأولمبية الدولية (الإنجليزية)
- كيم إيون-غونج على موقع أوليمبيديا (الإنجليزية)